# Giro di Germania 2024
Il Giro di Germania 2024, trentottesima edizione della corsa e valevole come trentaseiesima prova dell'UCI ProSeries 2024 categoria 2.Pro, si svolse in quattro tappe, precedute da un prologo, dal 21 al 25 agosto 2024 su un percorso di 747,6 km, con partenza da Schweinfurt e arrivo a Saarbrücken, in Germania. La vittoria fu appannaggio del danese Mads Pedersen, il quale completò il percorso in 18h26'39", alla media di 41,57 km/h, precedendo l'olandese Danny van Poppel ed il norvegese Tobias Halland Johannessen.

## Tappe
| Tappa   | Data      | Percorso                                      | km    | Vincitore di tappa | Leader cl. generale |
| ------- | --------- | --------------------------------------------- | ----- | ------------------ | ------------------- |
| Prologo | 21 agosto | Schweinfurt > Schweinfurt (cron. individuale) | 2,9   | Jonathan Milan     | Jonathan Milan      |
| 1ª      | 22 agosto | Schweinfurt > Heilbronn                       | 176,3 | Jonathan Milan     | Jonathan Milan      |
| 2ª      | 23 agosto | Heilbronn > Schwäbisch Gmünd                  | 174,6 | Mads Pedersen      | Mads Pedersen       |
| 3ª      | 24 agosto | Schwäbisch Gmünd > Villingen-Schwenningen     | 211,1 | Jonathan Milan     | Mads Pedersen       |
| 4ª      | 25 agosto | Annweiler am Trifels > Saarbrücken            | 182,7 | Mads Pedersen      | Mads Pedersen       |
| Totale  | Totale    | Totale                                        | 747,6 |                    |                     |

## Squadre e corridori partecipanti
| N.    | Cod. | Squadra                   |
| ----- | ---- | ------------------------- |
| 1-6   | SOQ  | Soudal Quick-Step         |
| 11-16 | LTK  | Lidl-Trek                 |
| 21-26 | IGD  | Ineos Grenadiers          |
| 31-36 | RBH  | Red Bull-Bora-Hansgrohe   |
| 41-46 | MOV  | Movistar Team             |
| 51-56 | TVL  | Team Visma-Lease a Bike   |
| 61-65 | DFP  | Team DSM-Firmenich PostNL |
| 71-76 | UXM  | Uno-X Mobility            |
| 81-86 | EFE  | EF Education-EasyPost     |
| 91-96 | ADC  | Alpecin-Deceuninck        |

| N.      | Cod. | Squadra                       |
| ------- | ---- | ----------------------------- |
| 101-106 | TBV  | Bahrain Victorious            |
| 111-116 | DEU  | Germania                      |
| 121-126 | AST  | Astana Qazaqstan Team         |
| 131-136 | IWA  | Intermarché-Wanty             |
| 141-146 | TUD  | Tudor Pro Cycling Team        |
| 151-156 | TEN  | TotalEnergies                 |
| 161-166 | Q36  | Q36.5 Pro Cycling Team        |
| 171-176 | BAI  | Bike Aid                      |
| 181-186 | CJR  | Caja Rural-Seguros RGA        |
| 191-196 | LKH  | Team Lotto Kern-Haus PSD Bank |

## Dettagli delle tappe

### Prologo
- 21 agosto: Schweinfurt > Schweinfurt – Cronometro individuale – 2,9 km

Risultati
| Pos. | Corridore       | Squadra | Tempo |
| ---- | --------------- | ------- | ----- |
| 1    | Jonathan Milan  | Lidl    | 3'16" |
| 2    | Mads Pedersen   | Lidl    | a 1"  |
| 3    | Maikel Zijlaard | Tudor   | a 2"  |

| Pos. | Corridore       | Squadra | Tempo |
| ---- | --------------- | ------- | ----- |
| 1    | Jonathan Milan  | Lidl    | 3'16" |
| 2    | Mads Pedersen   | Lidl    | a 1"  |
| 3    | Maikel Zijlaard | Tudor   | a 2"  |

### 1ª tappa
- 22 agosto: Schweinfurt > Heilbronn – 176,3 km

Risultati
| Pos. | Corridore      | Squadra  | Tempo    |
| ---- | -------------- | -------- | -------- |
| 1    | Jonathan Milan | Lidl     | 4h16'17" |
| 2    | Jordi Meeus    | Red Bull | s.t.     |
| 3    | Max Kanter     | Astana   | s.t.     |

| Pos. | Corridore      | Squadra  | Tempo    |
| ---- | -------------- | -------- | -------- |
| 1    | Jonathan Milan | Lidl     | 4h19'23" |
| 2    | Jordi Meeus    | Red Bull | a 9"     |
| 3    | Mads Pedersen  | Lidl     | a 11"    |

### 2ª tappa
- 23 agosto: Heilbronn > Schwäbisch Gmünd – 174,6 km

Risultati
| Pos. | Corridore         | Squadra | Tempo    |
| ---- | ----------------- | ------- | -------- |
| 1    | Mads Pedersen     | Lidl    | 4h25'50" |
| 2    | T. H. Johannessen | Uno-X   | s.t.     |
| 3    | Archie Ryan       | EF      | s.t.     |

| Pos. | Corridore         | Squadra | Tempo    |
| ---- | ----------------- | ------- | -------- |
| 1    | Mads Pedersen     | Lidl    | 8h45'11" |
| 2    | T. H. Johannessen | Uno-X   | a 12"    |
| 3    | Ethan Hayter      | Ineos   | a 21"    |

### 3ª tappa
- 24 agosto: Schwäbisch Gmünd > Villingen-Schwenningen – 211,1 km

Risultati
| Pos. | Corridore      | Squadra  | Tempo    |
| ---- | -------------- | -------- | -------- |
| 1    | Jonathan Milan | Lidl     | 5h17'57" |
| 2    | Max Kanter     | Astana   | s.t.     |
| 3    | Jordi Meeus    | Red Bull | s.t.     |

| Pos. | Corridore         | Squadra  | Tempo     |
| ---- | ----------------- | -------- | --------- |
| 1    | Mads Pedersen     | Lidl     | 14h03'08" |
| 2    | T. H. Johannessen | Uno-X    | a 12"     |
| 3    | Danny van Poppel  | Red Bull | a 19"     |

### 4ª tappa
- 25 agosto: Annweiler am Trifels > Saarbrücken – 182,7 km

Risultati
| Pos. | Corridore        | Squadra  | Tempo    |
| ---- | ---------------- | -------- | -------- |
| 1    | Mads Pedersen    | Lidl     | 4h23'42" |
| 2    | Danny van Poppel | Red Bull | s.t.     |
| 3    | Luke Lamperti    | Soudal   | s.t.     |

| Pos. | Corridore         | Squadra  | Tempo     |
| ---- | ----------------- | -------- | --------- |
| 1    | Mads Pedersen     | Lidl     | 18h26'39" |
| 2    | Danny van Poppel  | Red Bull | a 22"     |
| 3    | T. H. Johannessen | Uno-X    | a 23"     |

## Evoluzione delle classifiche
| Tappa              | Vincitore          | Classifica generale Maglia rossa | Classifica a punti Maglia verde | Classifica scalatori Maglia blu | Classifica giovani Maglia bianca | Classifica a squadre    |
| ------------------ | ------------------ | -------------------------------- | ------------------------------- | ------------------------------- | -------------------------------- | ----------------------- |
| Prol.              | Jonathan Milan     | Jonathan Milan                   | Jonathan Milan                  | non assegnata                   | Jonathan Milan                   | Lidl-Trek               |
| 1ª                 | Jonathan Milan     | Jonathan Milan                   | Jonathan Milan                  | Santiago Buitrago               | Jonathan Milan                   | Lidl-Trek               |
| 2ª                 | Mads Pedersen      | Mads Pedersen                    | Jonathan Milan                  | Dawit Yemane                    | Tobias Halland Johannessen       | Red Bull-Bora-Hansgrohe |
| 3ª                 | Jonathan Milan     | Mads Pedersen                    | Jonathan Milan                  | Jørgen Nordhagen                | Tobias Halland Johannessen       | Red Bull-Bora-Hansgrohe |
| 4ª                 | Mads Pedersen      | Mads Pedersen                    | Jonathan Milan                  | Jørgen Nordhagen                | Tobias Halland Johannessen       | Caja Rural-Seguros RGA  |
| Classifiche finali | Classifiche finali | Mads Pedersen                    | Jonathan Milan                  | Jørgen Nordhagen                | Tobias Halland Johannessen       | Caja Rural-Seguros RGA  |

Maglie indossate da altri ciclisti in caso di due o più maglie vinte
- Nella 1ª tappa Mads Pedersen ha indossato la maglia verde al posto di Jonathan Milan e Maikel Zijlaard ha indossato quella bianca al posto di Jonathan Milan.
- Nella 2ª tappa Jordi Meeus ha indossato la maglia verde al posto di Jonathan Milan e Fabio Christen ha indossato quella bianca al posto di Jonathan Milan.

## Classifiche finali

### Classifica generale - Maglia rossa
| Pos. | Corridore         | Squadra  | Tempo     |
| ---- | ----------------- | -------- | --------- |
| 1    | Mads Pedersen     | Lidl     | 18h26'39" |
| 3    | Danny van Poppel  | Red Bull | a 22"     |
| 3    | T. H. Johannessen | Uno-X    | a 23"     |
| 4    | Luke Lamperti     | Soudal   | a 26"     |
| 5    | Archie Ryan       | EF       | a 38"     |
| 6    | Florian Stork     | Tudor    | a 39"     |
| 7    | Jørgen Nordhagen  | Visma    | a 40"     |
| 8    | Fabio Christen    | Q36.5    | a 41"     |
| 9    | Gil Gelders       | Soudal   | s.t.      |
| 10   | Kevin Vermaerke   | DSM      | a 42"     |

### Classifica a punti - Maglia verde
| Pos. | Corridore        | Squadra  | Punti |
| ---- | ---------------- | -------- | ----- |
| 1    | Jonathan Milan   | Lidl     | 45    |
| 2    | Mads Pedersen    | Lidl     | 45    |
| 3    | Danny van Poppel | Red Bull | 24    |
| 4    | Jordi Meeus      | Red Bull | 23    |
| 5    | Max Kanter       | Astana   | 21    |

### Classifica scalatori - Maglia blu
| Pos. | Corridore        | Squadra    | Punti |
| ---- | ---------------- | ---------- | ----- |
| 1    | Jørgen Nordhagen | Visma      | 15    |
| 2    | Dawit Yemane     | Bike AID   | 10    |
| 3    | Joshua Huppertz  | Lotto Kern | 6     |
| 4    | Javier Romo      | Movistar   | 4     |
| 5    | Miguel Heidemann | Germania   | 3     |

### Classifica giovani - Maglia bianca
| Pos. | Corridore         | Squadra | Tempo     |
| ---- | ----------------- | ------- | --------- |
| 1    | T. H. Johannessen | Uno-X   | 18h27'02" |
| 2    | Luke Lamperti     | Soudal  | a 3"      |
| 3    | Archie Ryan       | EF      | a 15"     |
| 4    | Jørgen Nordhagen  | Visma   | a 17"     |
| 5    | Fabio Christen    | Q36.5   | a 18"     |

### Classifica a squadre
| Pos. | Squadra                   | Tempo     |
| ---- | ------------------------- | --------- |
| 1    | Caja Rural-Seguros RGA    | 55h22'12" |
| 2    | Team DSM-Firmenich PostNL | a 1"      |
| 3    | Team Visma-Lease a Bike   | a 2"      |
| 4    | Movistar Team             | a 3"      |
| 5    | Alpecin-Deceuninck        | a 6"      |